# 李永財
李永財（1991年8月19日—)，前灣仔地區足球隊青苗及晨曦五人足球隊球員，前香港灣仔區議會維園選區議員，前維多利亞社區協會副主席，於任期期間曾任灣仔區議會屬下食物及環境衛生委員會主席、地區工程及設施管理委員會副主席、體育事務工作小組主席。於2021年7月8日辭任區議員。
2019年香港區議會選舉，受反修例運動影響，全港所有區議會選區皆有民主派代表參選。李永財於灣仔區維園選區以2502票擊敗時任灣仔區議會副主席、民建聯周潔冰。

## 政治生涯

### 爭議事件
李永財於2018年，曾一度指控時任灣仔大坑選區議員楊雪盈，派助理陳樂行嘗試爭奪李所在的維園選區，事件其後不了了之。

### 參選區議會
李永財於2019年香港區議會選舉中，以2,502票撃敗連續三次自動當選、爭取連任的周潔冰（民建聯成員，獲2125票），成功當選。
| 政党   | 政党             | 候选人    | 票数 | %    | ±      |
| ------ | ---------------- | --------- | ---- | ---- | ------ |
|        | 維多利亞社區協會 | ①. 李永財 | 2502 | 54.1 | 不適用 |
|        | 民建聯           | ②. 周潔冰 | 2125 | 45.9 | 不適用 |
| 多数票 | 多数票           | 多数票    | 377  | 8.2  | 不適用 |

## 足球職業生涯數據[來源請求]
| 2020-2021 | 晨曦 | 乙組5人 | 5 | 1 | 1 | 1 | 1 | 1 |  |  |

## 外部連結
- 灣仔區議會網頁李永財資料 （页面存档备份，存于）
- 【專訪】遭《文匯》老屈撐港獨 李永財：我最多只係傘兵 （页面存档备份，存于）
- 【今日之星】捧助理𠝹同路人 楊雪盈被鬧爆

| 議會席位      | 議會席位                                | 議會席位    |
| ------------- | --------------------------------------- | ----------- |
| 前任： 周潔冰 | 灣仔區議會維園選區 2020年－2021年7月8日 | 繼任： 懸空 |